# Саяни
 Тази статия е за планината в Сибир.  За турската актриса вижте Башак Саян.  
Саяни или Саянски планини (на руски: Саяны, Саянские горы; на монголски: Саян), рядко Саян, е голяма планинска система и общо наименование за съставящите я 2 планински системи (Западни Саяни и Източни Саяни) в Южен Сибир, основно в Русия и частично в северните гранични райони на Монголия.
Максималната височина е връх Мунку Сардък (3491 м), разположен на руско-монголската граница в Източните Саяни.
Западните и Източните Саяни са обособени планински системи, ориентирани от запад на изток между североизточните части на Алтай и югозападния край на езерото Байкал. Тези планински системи се простират на територии от следните региони в Русия:
- Западни Саяни – Република Хакасия, Красноярски край, Република Тува;

- Източни Саяни – Красноярски край, Република Тува, Република Бурятия, Иркутска област.